# Bleu maya

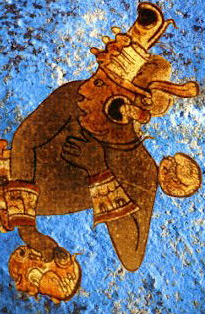
Guerrier sur fond bleu dans une peinture murale.

Le bleu maya (azul maya en espagnol) est le procédé qu'utilisaient les civilisations précolombiennes de la Mésoamérique, comme les Mayas et Aztèques pour obtenir une teinte allant du bleu clair au bleu-vert.

## Fabrication
Les sources indigènes anciennes indiquent que les Mayas obtenaient leur bleu à partir de fleurs du genre Indigofera ou Commelina.
L'historien et chimiste Constantino Reyes-Valerio a établi, grâce notamment à l'analyse de plusieurs échantillons de bleu maya par spectroscopie infrarouge à transformée de Fourier, que les pigments bleus des Mayas contenaient, en plus de l'indigo extrait de feuilles d'Indigofera suffruticosa, une ou plusieurs argiles. Les 0,5 à 2 % d'indigo sont mordancés sur palygorskite, une argile, pour obtenir un pigment résistant chimiquement et solide, contrairement à beaucoup de pigments bleus anciens.

## Utilisation historique

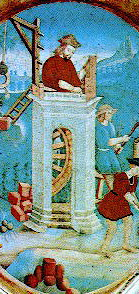
Une peinture de Juan Gerson.

Les plus anciens restes archéologiques de bleu datent d'autour de 800 av. J-C dans la Mésoamérique. Il se trouve dans l'art précolombien sur des sculptures, des peintures murales, pour enluminer les codex mésoaméricains. Il servait probablement pour teindre les textiles. Des recherches récentes suggèrent que le bleu peut avoir joué un rôle important lors des sacrifices humains pour le dieu Chaak à Chichén Itzá, où le colorant aurait été produit sur le site sacrificiel et utilisé pour peindre les corps des victimes.
Après l'arrivée des Européens, le colorant bleu reste utilisé jusqu'au XVIe siècle dans des couvents du Mexique colonial. Le peintre amérindien Juan Gerson (es) l'utilise à Tecamachalco. Ces peintures sont un exemple concret de la combinaison de techniques européennes et amérindiennes, quelquefois connues sous le nom d'« art indochrétien ». Après cette période, le procédé de production du bleu semble se perdre au Mexique ; elles subsistent à Cuba où l'on retrouve ce pigment bleu dans des peintures murales.
En raison de sa solidité, cet indigo se prête à la production de dérivés chimiques paléo-inspirés, c'est-à-dire à la recréation de nouveaux pigments dans lesquels il est substitué par un autre colorant organique lors de la synthèse. On aboutit ainsi à des "violets mayas" qui possèdent la même structure moléculaire que le bleu maya, mais avec une couleur distincte[pas clair][réf. nécessaire].

## Recherche scientifique
Raymond Edwin Merwin, un archéologue de Harvard, identifie le bleu trouvé sur les peintures murales du Temple des Guerriers à Chichén Itzá lors d'une expédition archélogique en 1931.